# Juan Hernández Espinosa
Juan Hernández Espinosa fue un maestro y político mexicano. 

## Historial
Fue director de la Escuela Juárez en la ciudad de Colima por muchos años y de muchas generaciones. Hernández Espinosa fue Fundador del Instituto Colimense y maestro de la Escuela Normal. Por sus méritos como profesor, fue nombrado Rector de la Universidad de Colima en 1955 luego de la rectoría de Ricardo Guzmán Nava, mandato que duraría hasta 1957 cuando llegó a la dirigencia el profesor José Ma. Castellanos Urrutia. Falleció el 24 de septiembre de 2006 a los 92 años de edad. 
| Predecesor: Ricardo Guzmán Nava | Rector de la Universidad de Colima 1955 - 1957 | Sucesor: José Ma. Castellanos Urrutia |